# Michal Šverdík
Michal Šverdík (* 5. července 1968, Prostějov) je český novinář.

## Životopis
Jako student se účastnil aktivit proti komunistickému režimu před sametovou revolucí v roce 1989. Byl členem Nezávislého mírového sdružení, kde se podílel na vytváření a kopírování samizdatových materiálů a šíření petic. Dne 22. listopadu 1989 promluvil na demonstraci v Prostějově, na níž bylo založeno místní Občanské fórum. Bylo mu vydáno osvědčení účastníka odboje a odporu proti komunismu.
Na začátku 90. let publikoval v Hanáckých novinách a v deníku Přerovsko. Do května 2021 působil jako redaktor Mladé fronty DNES, kde publikoval tisíce textů, zejména o dění v Prostějově. V současnosti působí jako šéfredaktor zpravodajského webu Hanácká Drbna.
Za rok 2020 byl nominován na Novinářskou cenu v kategorii regionální žurnalistiky za sérii článků o přešlapech stavebního úřadu v Prostějově.

## Významné kauzy
V lednu 2015 upozornil na minulost radních města Prostějova za KSČM, kteří měli dle archivních dokumentů požadovat v roce 1989 tvrdé represe proti signatářům petice Několik vět.
V září 2015 zveřejnil článek o tom, že primátor Prostějova Miroslav Pišťák a náměstek olomouckého hejtmana Alois Mačák dostávali statisícové dary od firem v celkové hodnotě 1,6 milionu korun. Pišťák uvedl, že peníze využil na podporu své volební kampaně. Vedení ČSSD se však od darů distancovalo s tím, že kampaně jsou financovány výhradně přes schválené účty strany. Oba politici v souvislosti se zjištěním MF Dnes rezignovali.